# Карлтон (Небраска)
Карлтон (енгл. Carleton) град је у америчкој савезној држави Небраска.

## Демографија
По попису из 2010. године број становника је 91, што је 45 (-33,1%) становника мање него 2000. године.
| Група             | 2000.        | 2010.      |
| Белци             | 136 (100,0%) | 88 (96,7%) |
| Афроамериканци    | 0 (0,0%)     | 1 (1,1%)   |
| Азијати           | 0 (0,0%)     | 0 (0,0%)   |
| Хиспаноамериканци | 0 (0,0%)     | 0 (0,0%)   |
| Укупно            | 136          | 91         |